# Joseph Ndiritu
Joseph Ndiritu (1970) is een Keniaans atleet.
Ndiritu won driemaal de marathon van Ottawa in 2001, 2002, 2003. Zijn snelste tijd van 2:14.04 liep hij in 2002.
In 2003 won hij de marathon van Philadelphia in 2:16.47. In 2000 won hij de 30 km Around the Bay Race in een parcoursrecord van 1:32.53.

## Persoonlijke records
| Onderdeel      | Prestatie | Datum            | Plaats     |
| -------------- | --------- | ---------------- | ---------- |
| halve marathon | 1:05.08   | 11 november 2001 | Long Beach |
| marathon       | 2:14.04   | 12 mei 2002      | Ottawa     |

## Palmares

### 5 km
- 2000:  Run for Hospice in Rochester - 14.12
- 2004:  The Joy and Hope of Haiti in Hamilton - 15.25
- 2006: 4e Downtown in Londen - 15.38
- 2006: 4e Confederation Park in Hamilton - 15.12,7
- 2007:  Downtown in Londen - 15.59

### 10 km
- 1999:  Compugen in Toronto - 29.53
- 1999:  Brian's Run in West Chester - 29.58
- 2000:  Vancouver Sun Run - 29.09
- 2000:  Sallie Mae in Washington - 29.21
- 2000:  Banque Scotia Grande Montreal - 29.05
- 2000:  Compugen in Toronto - 29.22
- 2001: 4e Crescent City Classic in New Orleans - 28.43
- 2002:  Sporting Life in Toronto - 28.24
- 2002:  Barbados Cable and Wireless in Bridgetown - 28.47,0
- 2003:  Sporting Life in Toronto - 28.04,3
- 2003:  Cable & Wireless in Bridgetown - 30.19
- 2004:  Sporting Life in Toronto - 28.07,8
- 2004:  Mississauga - 30.25,5
- 2005:  Forest City in Londen - 30.25,5
- 2005:  Mississauga - 30.05,4
- 2005:  Halloween Haunting in Londen - 30.59
- 2006:  Halloween Haunting in Londen - 32.49

### 15 km
- 2001:  George Washington Parkway Classic in Alexandria - 44.42

### 10 Eng. mijl
- 2000:  Microsoft-USA Defenders - 50.15
- 2001:  Run for the Grapes - 48.36

### halve marathon
- 1999: 4e halve marathon van Toronto - 1:03.14
- 1999: 4e halve marathon van Hartford - 1:04.25
- 1999:  halve marathon van Jacksonville - 1:05.50
- 2000: 5e halve marathon van Coban - 1:06.23
- 2001:  halve marathon van Toronto - 1:03.23
- 2001:  halve marathon van Long Beach - 1:05.08
- 2002:  halve marathon van Toronto - 1:04.48
- 2002:  halve marathon van Niagara Falls - 1:05.11
- 2003:  halve marathon van Montreal - 1:04.00
- 2003:  halve marathon van Londen - 1:09.09
- 2003:  halve marathon van Niagara Falls - 1:04.37
- 2004:  halve marathon van Montreal - 1:04.01,2
- 2004:  halve marathon van Londen - 1:12.09
- 2005: 4e halve marathon van Mississauga - 1:05.34,5
- 2005: 4e halve marathon van Niagara Falls - 1:07.40,6
- 2006: 4e halve marathon van Saint Catherine - 1:09.04,0
- 2006:  halve marathon van Parijs - 1:12.25

### 30 km
- 2000:  Around the Bay - 1:32.54
- 2001:  Around the Bay - 1:36.40
- 2002:  Around the Bay - 1:33.14
- 2003:  Around the Bay - 1:35.18
- 2004:  Around the Bay - 1:35.42
- 2005:  Around the Bay - 1:38.48,0
- 2007: 5e Around the Bay - 1:37.16

### marathon
- 2000:  Toronto Waterfront Marathon - 2:19.41,4
- 2000:  marathon van Columbus - 2:15.55
- 2001:  marathon van Ottawa - 2:15.50,5
- 2001:  marathon van Philadelphia - 2:22.35
- 2001:  marathon van Bridgetown - 2:31.52,8
- 2002:  marathon van Ottawa - 2:14.04,0
- 2002:  marathon van Levis - 2:26.30
- 2002:  marathon van Hartford - 2:16.52
- 2003:  marathon van Ottawa - 2:15.30
- 2003:  Toronto Waterfront Marathon - 2:17.50,0
- 2003:  marathon van Philadelphia - 2:16.47
- 2004: 4e marathon van Ottawa - 2:16.04,3
- 2004:  Toronto Waterfront Marathon - 2:19.16
- 2004:  marathon van Detroit - 2:19.15
- 2005: 4e marathon van Ottawa - 2:16.21,0
- 2005: 4e Toronto Waterfront Marathon- 2:19.16,8
- 2005:  marathon van Philadelphia - 2:21.02
- 2006:  marathon van Londen - 2:28.31,0
- 2006:  Toronto Waterfront Marathon – 2:34.33
- 2006:  marathon van Niagara Falls - 2:27.03,5
- 2007:  marathon van Sudbury - 2:32.11
- 2007:  marathon van Londen - 2:23.50,9

### veldlopen
- 2000:  Home Depot Crosscountry in Rochester - 23.39,0
- 2004:  Montreal International - 30.34,0